# Aliya bint Ali
Aliya bint Ali bin al-Hussein (arabisk: عالية بنت علي بن الحسين) (19. januar 1911 – 21. december 1950) var en irakisk dronning, gift med kong Ghazi af Irak og moder til kong Faisal 2. af Irak. Hun var den sidste dronning af Irak. Hun var anden datter af Ali ibn Hussein, konge af Hijaz og storsharif af Mekka.
Aliya bint Ali giftede sig med sin fætter kong Ghazi den 25. januar 1934. Parret fik kun et barn, Faisal 2. Aliya og Ghazi levede efterhånden som separerede. Da Ghazi døde i en bilulykke 1939, var der mistanke om, at han var blevet myrdet af Nuri as-Sa'id, som skal have været i kontakt med både Aliya og hendes broder Abd al-Ila'h om at afsætte kongen. Aliyas broder, Abd al-Ila'h, blev af Nuri udset til hendes umyndige søns regent.